# Stefanos Kotsolis
Stefanos Kotsolis (ur. 6 maja 1979 w Atenach) – grecki piłkarz  występujący na pozycji bramkarza. Od 2010 jest graczem greckiego klubu Panathinaikos AO.